# Slowakische Badmintonmeisterschaft 1963
Die Slowakische Badmintonmeisterschaft 1963 war die zweite (inoffizielle) Auflage der Titelkämpfe im Badminton in der Slowakei. Sie fand am 14. Dezember 1963 in Košice statt.

## Medaillengewinner
| Disziplin    | Gold                      | Silber                     | Bronze                       |
| ------------ | ------------------------- | -------------------------- | ---------------------------- |
| Herreneinzel | Cyril Konečný             | Pavel Hroch                | Jaroslav Kozák               |
| Herrendoppel | Pavel Hroch Jozef Koňařík | Cyril Konečný Štefan Vaško | Jaroslav Kozák Juraj Hvozdík |